# 前田恵里花
前田 恵里花（まえだ えりか、2000年6月2日 - ）は、信越放送 (SBC) のアナウンサー。

## 来歴
石川県金沢市出身。
2023年春に信越放送に入社し、同期の小林玄葵（現ニッポン放送）とともに同局のアナウンサーになる。

## 人物
信越放送入社後、防災士の資格を取得している。

## 担当番組

### テレビ番組
- ずくだせテレビ[1]
- SBCニュースワイド - 金曜[1]
- SBCスペシャル[1]

### ラジオ番組
- Mixxxxx+ - 水曜[1]
- くぼひなのの今日もいい日なの！ [1]